# 임포항 (고성군)
임포항은 경상남도 고성군 하일면 학림리에 있는 어항이다. 2002년 8월 6일 어촌정주어항으로 지정하여 관리하고 있다. 시설관리자는 고성군수이다.

## 어항 구역
- 수역: 죽지골 서편 돌출부에서 임포선착장과 동남쪽 솔섬 방파제를 연결한 선내수면
- 육역: 경남 고성군 하일면 학림리 1519-2번지 외4필지

## 어항 시설
- 호안 347m, 선착장 331m

## 주요 어종
- 굴, 멸치, 갯장어, 감성돔, 도다리, 갯가재, 물매기, 바지락 등